# Unió d'Editorials Universitàries Espanyoles
La Unió d'Editorials Universitàries Espanyoles, en castellà i oficialment Unión de Editoriales Universitarias Españolas (UNE) és una associació que integra a 71 editorials i serveis de publicacions de les universitats espanyoles i altres centres de recerca, constituïda el 1987. Inicialment es va denominar AEUE (Asociación de Editoriales Universitarias Españolas).
El fons dels segells de les universitats i centres de recerca espanyols l'integren 77.604 ISBNs, fet que representa el 8% de la producció editorial acadèmica espanyola. Un 45% correspon a Humanitats i Ciències Socials i un 16% a Ciència, Tecnologia i Medicina. I la resta (39%) són obres que busquen estendre la cultura de la universitat més enllà de les aules i els campus i impulsar la cultura científica en el conjunt de la societat.
És un dels tres grans grups d'edició acadèmica d'Espanya juntament amb Planeta i Anaya.